# Кеннет (река)
Кеннет (англ. River Kennet) — река на юге Англии, правый приток Темзы. Длина реки — 72 км, площадь бассейна — 1164 км².
Истоки Кеннета находятся в графстве Уилтшир около кургана Силбери-Хилл. В верхнем течении река протекает в южном направлении, затем поворачивает на восток и далее протекает преимущественно в восточном направлении. Впадает Кеннет в Темзу в городе Рединге (Беркшир). Крупные притоки у реки отсутствуют, но в Кеннет впадает множество маленьких рек и ручьёв. Кеннет — крупнейший приток Темзы по среднегодовому расходу воды и третий по длине после рек Уэй (140 км) и Моул (80 км).
Крупнейшие населённые пункты на реке — Марлборо, Хангерфорд, Ньюбери.
Кеннет соединяет речные системы Темзы и Эйвона каналом Кеннет — Эйвон длиной 140 км между городами Бат (Сомерсет) и Ньюбери (Беркшир). Также река канализирована в нижнем течении для судоходства.

## Галерея

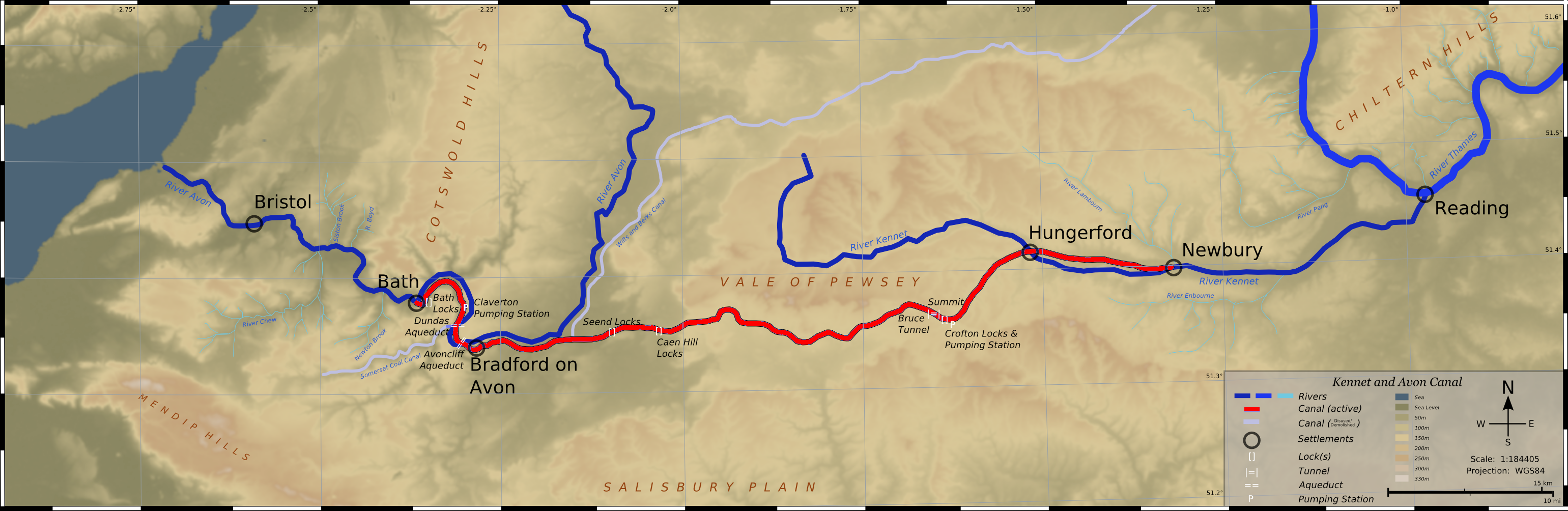
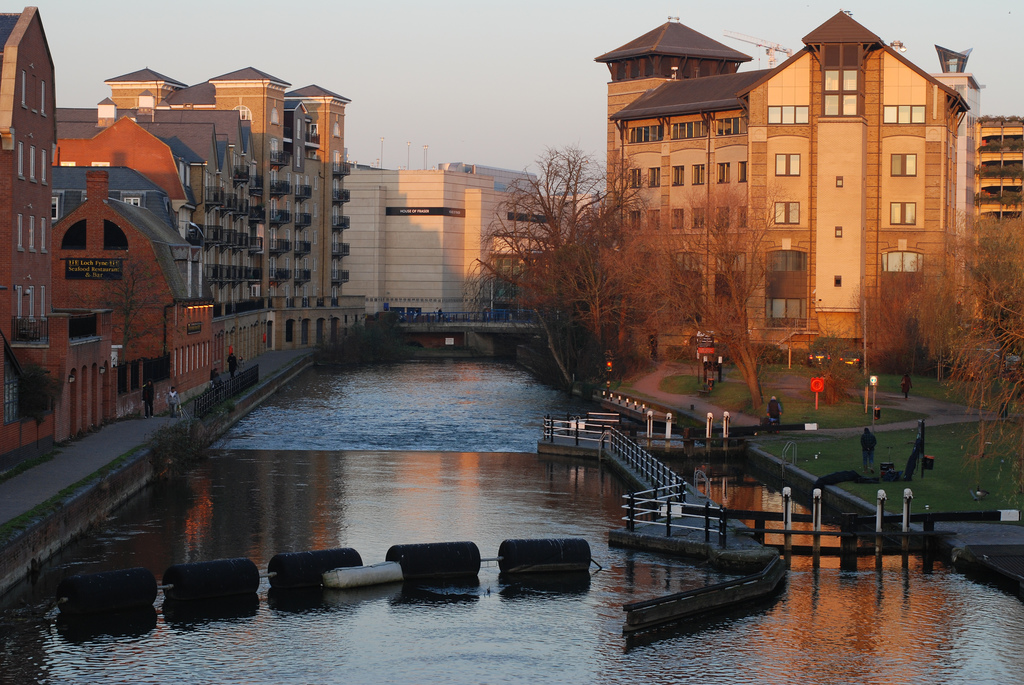
Шлюз в Рединге
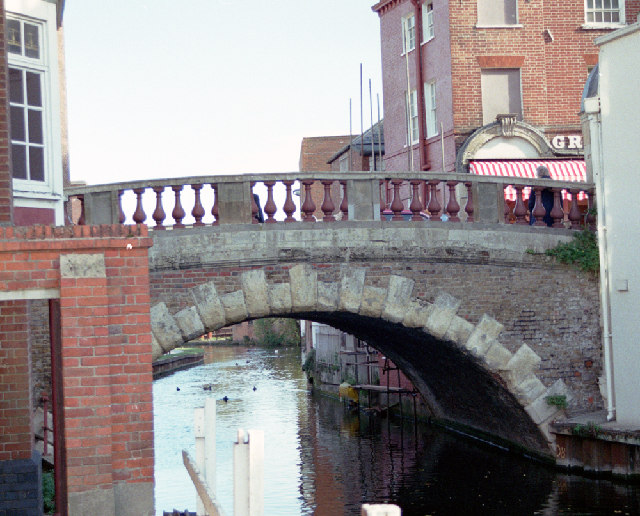
Мост через Кеннет в Ньюбери
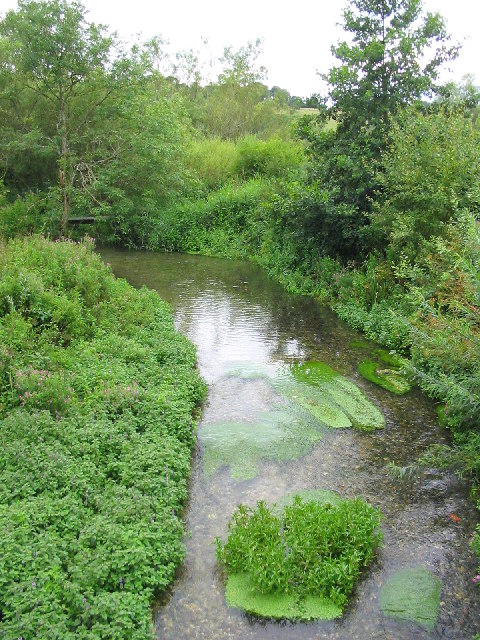
Кеннет в верховьях
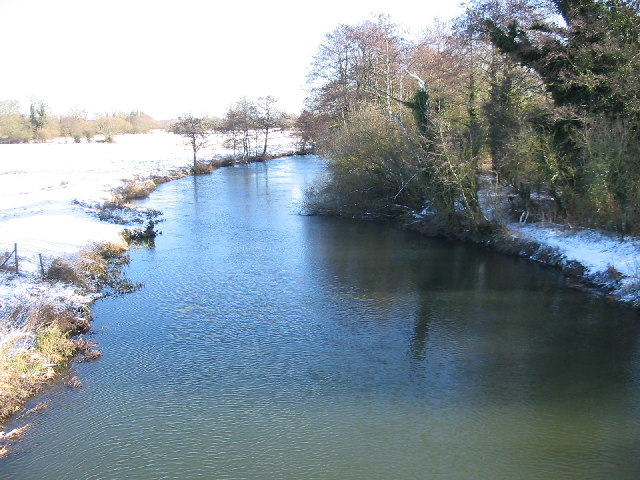
Кеннет зимой